# LVG C.VI
LVG C.VI var ett tysktillverkat spaningsflygplan.
Flygplanet konstruerades som ett spaningsflygplan för de tyska flygstyrkorna under första världskriget. Det var dubbeldäckat med en flygkropp tillverkad i en fackverkskonstruktion som kläddes med fanér, förutom runt motorn som fick en inbyggnad av metallplåt. Vingarna tillverkades i en stålrörskonstruktion som kläddes med tyg. Som landställ kunde flygplanet förses med skidor, hjul eller flottörer. Efter krigsslutet hamnade flera exemplar i stora överskottslager varifrån försäljning skedde trots att detta egentligen var förbjudet av segrarmakterna enligt fredsvillkoren. 

## Sverige
Efter kriget köpte Svensk Lufttrafik AB (SLAB) åtta flygplan från LVG i Berlin, när Svensk Lufttrafik gick i konkurs hösten 1921 var bara två flygplan luftvärdiga. Via en privatperson köpte Marinens flygväsende ett flygplan i december 1921 samt från boet efter SLAB ett flygplan. Flygplanen placerades vid Marinens flygskola i Hägernäs där de användes som obeväpnade skolflygplan. Flygplanen gavs registreringen Nr 9 och Nr 10, inga av flygplanen kom att användas i någon större utsträckning och de avfördes från aktiv tjänst i januari 1924. Strax innan flygplanen skulle skrotas köptes de av Albin Ahrenberg. Han använde Nr 9 till reservdelar och renoverade Nr 10 till flygbart skick. Flygplanet registrerades i det civila luftfartygsregistret som S-AXAA. Senare ändrades koden till S-AABK och slutligen SE-ABK. Flygplanet avregistrerades den 20 maj 1928.